# توني شامبيون
توني شامبيون (بالإنجليزية: Tony Champion)‏ هو لاعب كرة قدم كندية أمريكي، ولد في 19 مارس 1963 في همبولت في الولايات المتحدة.